# ストーンベニア

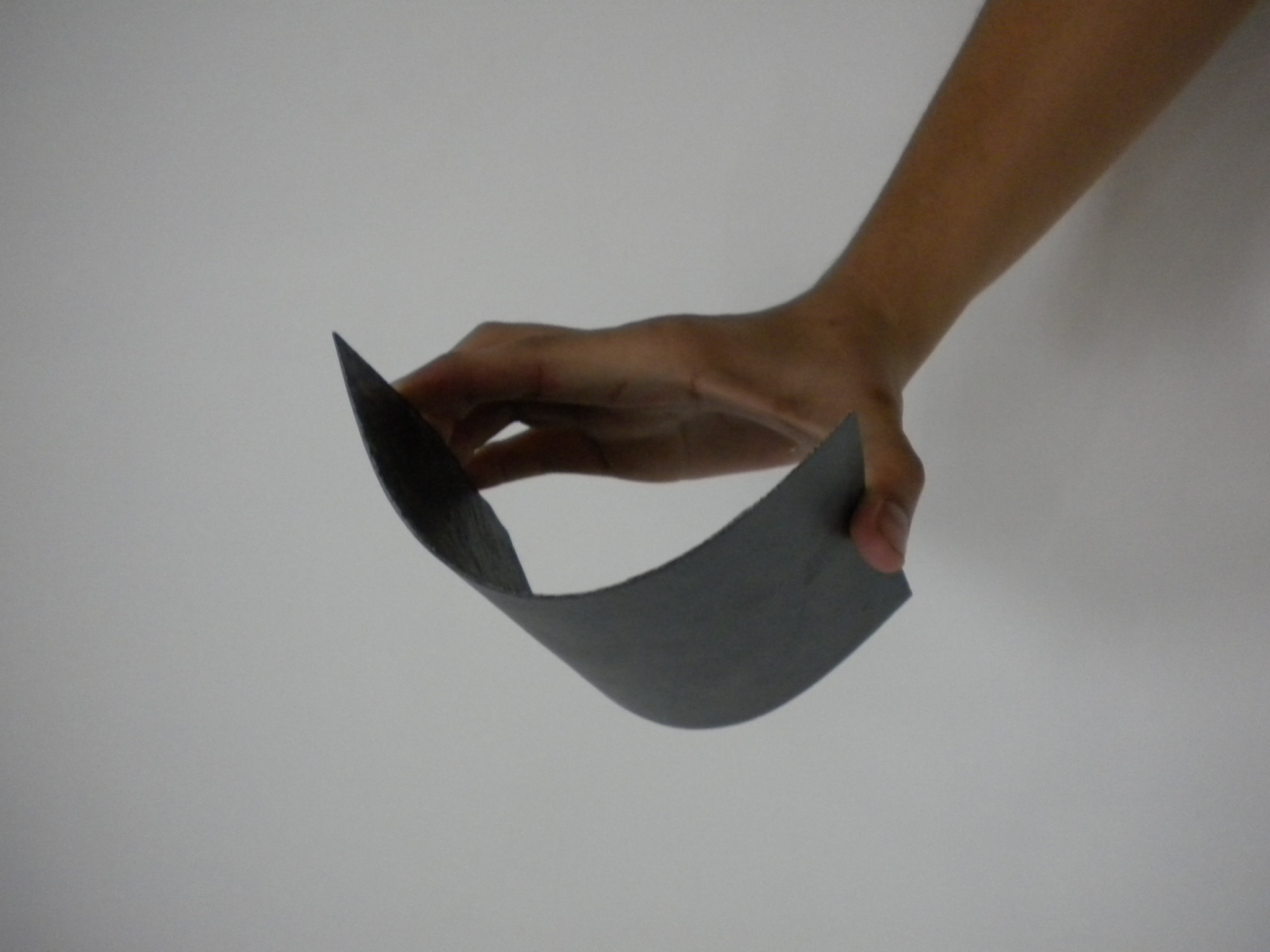
手で曲げられているストーンベニア

ストーンベニアまたはストーンベニヤは、建設資材の一つで、粘板岩（スレート）をシート状に剥離することで作られる極薄天然石シートである。鋏で簡単に切断でき、曲げ加工、接着剤で貼り付けられるなど施工性が高い。コンクリート、モルタル、セラミック、木材などの下地の上に接着剤で貼り付けられ、壁や床の用途として使われる。

## 概要
従来の石材製品の厚さが薄物加工で10mm - 20mm、標準で30mm - 40mmあり、1m2あたり約25kg - 100kgあるのに対して、ストーンベニアは1.5mm - 3mmで、1m2あたり2kg - 2.5kgと軽量である。また鋏で簡単に切断でき、曲げ加工、接着剤で貼り付けられるなど施工性が高いため、従来天然石の使用では難しかった場所・製品に利用することができる。また、軽量なため撤去費の削減、工期の削減などからリフォームにもよく利用される。